# Suzie McConnell
Suzanne Theresa McConnell (nacida el 29 de julio de 1966 en Pittsburgh, Pensilvania) es una exjugadora de baloncesto estadounidense. Consiguió tres medallas con Estados Unidos, entre mundiales y Juegos. 